# Moqrisset
Moqrisset (àrab مقريصات) és una comuna rural de la província d'Ouezzane de la regió de Tànger-Tetuan-Al Hoceima. Segons el cens de 2014 tenia una població total de 10.545 persones.